# Apamea flavomaculata
Apamea flavomaculata är en fjärilsart som beskrevs av Franz Dannehl 1933. Apamea flavomaculata ingår i släktet Apamea och familjen nattflyn. Inga underarter finns listade i Catalogue of Life.